# Japan Live '95
Japan Live '95 es el cuarto álbum en vivo de la banda estadounidense de hard rock y heavy metal Dokken, publicado en 2003 por Sanctuary Records. Su grabación se llevó a cabo en Japón en 1995, durante la gira promocional de Dysfunctional. Tras los malos resultados del disco anterior Long Way Home, el sello inglés decidió lanzar este concierto en los formatos CD y DVD con la formación clásica de la agrupación. Sin embargo, la recepción en las listas no fue la esperada, ya que no debutó en ninguna de ellas, pero sí llamó la atención de los primeros fanáticos.
Como dato la canción «I Will Remember» es un tema instrumental que apareció en un disco solista de George Lynch.

## Lista de canciones
| N.º | Título                           | Duración |  |
| 1.  | «Tooth and Nail»                 | 3:45     |  |
| 2.  | «When Heaven Comes Down»         | 4:06     |  |
| 3.  | «Into the Fire»                  | 4:46     |  |
| 4.  | «Kiss of Death»                  | 5:33     |  |
| 5.  | «Shadow of Life»                 | 4:05     |  |
| 6.  | «The Maze»                       | 5:14     |  |
| 7.  | «Long Way Home»                  | 5:38     |  |
| 8.  | «Breaking the Chains»            | 4:13     |  |
| 9.  | «Unchain the Night»              | 6:26     |  |
| 10. | «Nothing Left to Say»            | 4:48     |  |
| 11. | «I Will Remember» (instrumental) | 4:29     |  |
| 12. | «Alone Again»                    | 7:22     |  |
| 13. | «Mr. Scary» (instrumental)       | 4:33     |  |
| 14. | «It's Not Love»                  | 8:23     |  |

| Pistas adicionales en remasterización solo DVD 2007 |                    |          |  |
| N.º                                                 | Título             | Duración |  |
| 15.                                                 | «Paris Is Burning» |          |  |
| 16.                                                 | «In My Dreams»     |          |  |

## Músicos
- Don Dokken: voz
- George Lynch: guitarra líder
- Jeff Pilson: bajo
- Mick Brown: batería